# Tublatanka
Tublatanka es una banda eslovaca de rock formada en 1982 en la ciudad de Bratislava, mejor conocidos por sus sencillos "Pravda víťazí" (1988) y "Dnes" (1989). Los integrantes originales de la banda son Maťo Ďurinda (voz principal, guitarra rítmica, piano; también conocido como Martin Ďurinda), Palo Horváth (bajo, voz), y Ďuro Černý (batería, percusión) desde 1982 hasta 1992. En 1992, Palo abandonó la banda dejando a Martin y a Ďuro grabando su álbum de 1993, Poďme bratia do Betlehema con Martin en la guitarra y el bajo. Ďuro se retiró del grupo en 1995 debido a complicaciones con las drogas. Actualmente, la banda está integrada por Maťo Ďurinda, Juraj Topor (bajo, voz; desde 1994), y Peter Schlosser (batería, percusión; desde 2002).

## Historia
La banda se formó en 1982 en Bratislava, Eslovaquia por Maťo Ďurinda, Palo Horváth, y Ďuro Černý. Ďurinda era un estudiante en la Universidad Comenius de Bratislava donde conoció al baterista Ďuro Černý en un bar llamado Veľkí Františkáni, gracias a un amigo de él. Luego de darse cuenta de que compartían los mismos gustos musicales, decidieron crear una banda de rock inspirada en sus grupos favoritos como Led Zeppelin, Deep Purple, Thin Lizzy, Nazareth, The Who, Yes, Pink Floyd, Cream, Jimi Hendrix, Emerson, Lake & Palmer, entre otros. Debido a esto, recurrieron a la búsqueda de un bajista con talento.
Černý recordó haber visto a un carismático y talentosos bajista llamado Palo Horváth tocando en una banda llamada Mentol, por lo que decidieron ir en busca de él en su departamento en el distrito de Dúbravka. Los tres se agradaron y tomaron la decisión de crear definitivamente su proyecto musical. Comenzaron a practicar y a escribir canciones en la residencia de la escuela de Ďurinda, hasta el término de sus años escolares. Después de varias canciones escritas, el trío tenía el deseo de querer cantar en un estilo en que todo el mundo pueda relacionarlos hasta que Martin Sarvaš, un estudiante de arquitectura y un gran amigo de Ďuro Černý los ayudó a alcanzar este objetivo. Sarvaš era letrista de una antigua banda de Černý.
La banda comenzó a presentarse en distintos bares por todo Bratislava y a ganar popularidad entre el público. Eventualmente, ellos grabaron su maqueta o demo, el que Sarvaš comenzó a comercializar en diversas compañías discográficas. Sarvaš pasó a ser su mánager y diseñó la imagen de la banda. Mientras esto ocurría, los tres integrantes de la banda pensaban en un nombre para su agrupación. Černý quiso llamar al grupo "Tublat" (el cual es el nombre de un personaje malvado en los libros de Tarzán) pero este nombre fue motivo de burlas por parte de la audiencia durante sus presentaciones. Finalmente, optaron por llamarse Tublatanka, como una combinación de "Tublat" y Moravanka (una antigua banda local que ellos admiraban). Según otra versión, entregada por Ďuro Černý en una entrevista con el periódico SME, fue un chofer de ellos quién le dio la idea de llamarse Tublatanka luego de combinar la palabra "Tublat" y "anka", debido a que existía un gran número de grupos locales terminados en esa palabra.

## Eurovisión 1994
En 1994, el grupo participó de una selección nacional creada por la cadena televisiva STV para elegir a un representante en el Festival de Eurovisión, siendo su primera aparición en dicho certamen. El grupo se alzó con la victoria, con la canción "Nekonečná pieseň" ("Canción sin fin") lo que les dio el derecho de representar a su país en el concurso celebrado en Dublín, Irlanda el 30 de abril.
Finalmente, la banda finalizó en el 19° puesto con 15 puntos (3 puntos de Grecia y 12 de Malta, la máxima puntuación entregada por este país).

## Integrantes

### Actuales Miembros
- Maťo Ďurinda  (voz principal, guitarra rítmica/principal, piano, bajo) (1985–presente)
- Juraj Topor (bajo, voz) (1994–presente)
- Peter Schlosser (batería, percusión) (2002–presente)

### Antiguos miembros
- Ďuro Černý (batería, percusión) (1985–1995)
- Palo Horváth (bajo, voz) (1985–1993)
- Jozef Dubán (guitarra rítmica/principal, voz) (1994–2002)
- Martin Uherčík (batería, percusión) (1996–2001)

## Discografía
- Tublatanka (1985)
- Skúsime to cez vesmír (1987)
- Žeravé znamenie osudu (1988)
- Nebo – peklo – raj (1990)
- Volanie divočiny (1992)
- Poďme bratia do Betlehema (1993)
- Znovuzrodenie (1994)
- Pánska jazda (2001)
- Patriot (2005)
- Vianočný deň (2006)
- Svet v ohrození (2010)